# Potamopyrgus antipodarum
Potamopyrgus antipodarum é uma espécie de minúsculo caramujo de água doce nativo da Nova Zelândia que acabou espalhando-se pelo mundo e tornando-se uma importante espécie invasora. Hoje ele pode ser encontrado na Austrália (incluindo Tasmânia), Europa, Estados Unidos e Canadá. Alimenta-se de detritos de origem animal e vegetal.